# Keith Ismael
Keith Ismael (Oakland, 25 luglio 1998) è un giocatore di football americano statunitense che milita nel ruolo di centro per gli Arizona Cardinals della National Football League (NFL).

## Carriera

### Washington Football Team
Al college Ismael giocò a football alla San Diego State University. Fu scelto nel corso del quinto giro (156º assoluto) del Draft NFL 2020 dai Washington Redskins. Debuttò come professionista subentrando nella gara della settimana 10 contro i Detroit Lions. La sua stagione da rookie si concluse con 8 presenze, nessuna delle quali come titolare.

### San Francisco 49ers
Il 13 settembre 2022 Ismael firmò con la squadra di allenamento dei San Francisco 49ers.

### Arizona Cardinals
Il 30 agosto 2023 Ismael firmò con gli Arizona Cardinals.